# Edward Scicluna
Edward Scicluna (født 12. oktober 1946) er en maltesisk politiker fra Partit Laburista (Arbejderpartiet), der er landets nuværende finansminister. Han blev i 2009 valgt til medlem af Europa-Parlamentet, hvor han indgik i parlamentsgruppen S&D. Han trådte ud 10. marts 2013 før valgperiodens udløb, da han blev valgt til det maltesiske parlament og udpeget til minister.